# Parachilia testaceipennis
Parachilia testaceipennis är en skalbaggsart som beskrevs av Pouillaude 1917. Parachilia testaceipennis ingår i släktet Parachilia och familjen Cetoniidae. Inga underarter finns listade i Catalogue of Life.